# Хоуп Мванаке
Хоуп Вакіо Мванаке (нар. 1988/1989 р.) — кенійська підприємиця і науковиця. Її вважають однією із молодих підприємиць з Африки. У грудні 2019 року вона потрапила в заголовки газет за свої зусилля по будівництву будинків з покинутих пластикових пляшок, щоб викорінити пластикове забруднення в Кенії.

## Біографія
Хоуп народилася і виросла в сім'ї поблизу Момбаси. Вона була першою у своїй родині, хто вступив до університету, щоб отримати вищу освіту. У 2010 році вона отримала ступінь бакалавра водних наук в Університеті Егертона. У 2013 році закінчила науку про навколишнє середовище в ЮНЕСКО-IHE, що знаходиться в Нідерландах.

## Кар'єра
Спочатку вона продовжила свою кар’єру соціальної підприємиці, а потім стала науковицею. Вона є співзасновником Trace Kenya, громадської організації, яка співпрацює з молоддю над вирішенням проблем, пов’язаних із поводженням з твердими відходами. Trace Kenya була заснована в центральному місті Кенії в Гілгілі для управління та обслуговування відходів.
Вона також виступила з промовою про бачення екології на Всесвітньому тижні води 2015 року в Стокгольмі, Швеція. У 2016 році разом із іншим науковцем Кевіном Мурейті вона заснувала виробничу компанію Eco Blocks and Tiles. Вона стала першою компанією в Кенії, яка виробляла черепицю та інші будівельні матеріали з пластикових і скляних відходів.